# Красновидово (городской округ Истра)
Красновидово — деревня в городском округе Истра Московской области России, до 2017 года входила в состав сельского поселения Ивановское Истринского района.

## География
Расположена на западе региона, в юго-восточной части округа, по правому берегу реки Истры, примерно в 9 км к юго-востоку от центра города Истры. В 1 км к западу от деревни проходит Московское малое кольцо А107, в 3 км к югу — автодорога «Балтия» М9, в 5 км к северу — Волоколамское шоссе. В деревне девять улиц. Ближайшие населённые пункты — деревни Борисково, Борки, Лужки. В деревне находится Братская могила советских воинов, погибших в годы Великой Отечественной войны 1941—1945 гг., установлен памятник. Деревня была занята немецкими войсками.

## Население
| 1852 | 1859 | 1890 | 1899 | 1926 | 2002 | 2006 |
| ---- | ---- | ---- | ---- | ---- | ---- | ---- |
| 173  | ↗200 | ↗316 | ↗355 | ↗608 | ↘192 | ↘175 |
| 2010 |      |      |      |      |      |      |
| ↗203 |      |      |      |      |      |      |

## История
В середине XIX века Красновидово (Курганы) — владельческое сельцо 2-го стана Звенигородского уезда Московской губернии по левую сторону Московского почтового тракта (из Москвы в Волоколамск), в 15 верстах от уездного города и 8 верстах от становой квартиры, при реке Истре, с 22 дворами и 200 жителями (94 мужчины, 106 женщин).
В 1899 году деревня входила в состав Павловской волости 2-го стана Звенигородского уезда, проживало 355 человек.
По материалам Всесоюзной переписи населения 1926 года — центр Красновидовского сельсовета Павловской волости Воскресенского уезда, проживало 608 жителей (281 мужчина, 327 женщин), насчитывалось 121 хозяйство (105 крестьянских), располагался райсельсовет, имелась школа 1-й ступени, работала артель портных.

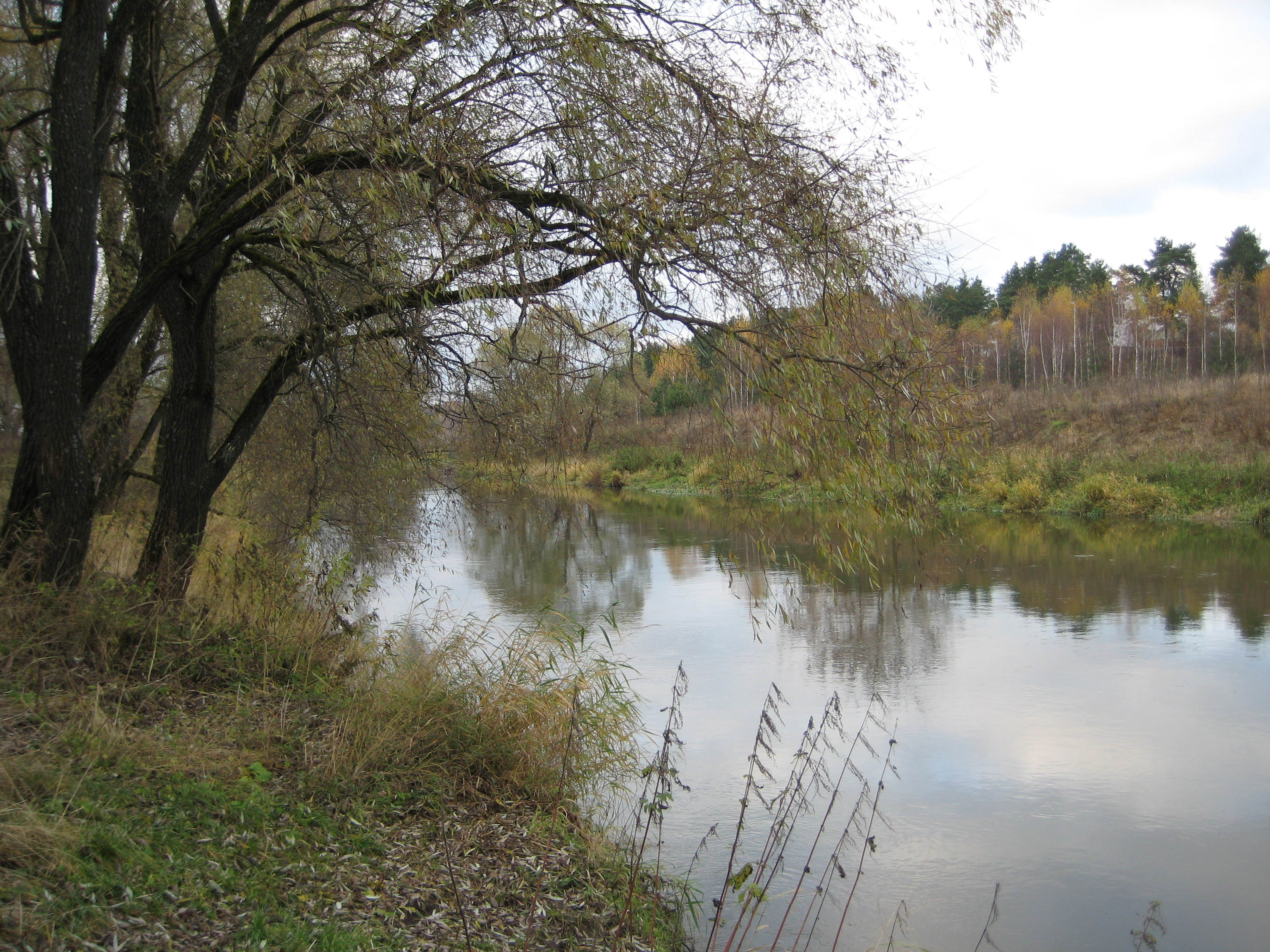
Река Истра вблизи Красновидова

## ДНТ «Красновидово»
Рядом с деревней расположено приписанное к ней дачное некоммерческое товарищество «Красновидово» (до 18.03.2003, ДСК «Красновидово»).
Писательский посёлок «Красновидово» состоит из восьми корпусов. Первые три двухэтажных корпуса были построены в конце 1985 года. В каждом корпусе первой очереди по 16—20 квартир. Посёлок имеет центральное отопление благодаря собственной газовой котельной, в которой установлены два котла по 1 мегаватт и один котел мощностью 0,5 мегаватт. В посёлке есть высокая краснокирпичная водонапорная башня и очистные сооружения.
Корпуса стоят на песчаной почве на трёх территориях на высоком берегу Истры, окружённые перелеском, с преобладанием сосен и елей. В овраге между ними протекает ручей Пересига (Борковка), на котором с 2006 года поселились бобры. В самом посёлке и в округе есть несколько родников.
Решение об организации дачно-строительного кооператива Московской писательской организации № 68/56 от 31 декабря 1970 года было принято Исполкомом Московского городского Совета депутатов трудящихся на основании распоряжения Совета Министров РСФСР от 22 сентября 1970 года № 1946-р об отводе земельного участка площадью 8,54 гектара из земель совхоза «Куйбышево» Истринского района Московской области для организации дачно-строительного кооператива Московской писательской организации в количестве 133-х членов-пайщиков. Инициатором строительства поселка и одним из первых председателей правления был критик Владимир Огнев.
В посёлке действует летний открытый театр с греческим амфитеатром «Олимп». В 2006 и 2007 годах было поставлено девять пьес на классическую и библейскую тематику с участием всех детей и очень многих взрослых.